# BE Camelopardalis
BE Camelopardalis (BE Cam) är en långsam irreguljär variabel av LC-typ i stjärnbilden Giraffen. BE Camelopardalis är en röd jätte med en magnitud som varierar +4,35 till +4,48. BE Camelopardalis ligger på ungefär 965 ljusårs avstånd.